# Abbud al-Zumar
ʿAbbūd al-Zumar (spesso scritto, in altri contesti linguistici, Abboud Al-Zumar , Aboud El Zomor, Aboud el-Zomoor, Abboud el-Zomor, Abboud al-Zomor, Abbud al-Zummar, in arabo عبود الزمر‎?) (Nahya, 19 agosto 1948) è un militare, terrorista e attivista fondamentalista egiziano, già colonnello dei servizi d'intelligence dell'Esercito egiziano.

## Biografia
Nato in una delle più ricche e importanti famiglie di Nahya (Governatorato del 6 ottobre, costituito sulla maggior parte del territorio del Governatorato di Giza, prima di vedersi assegnato l'intero territorio del vecchio Governatorato, in modo da ricostituire in tal modo il vecchio Governatorato, ma con nome nuovo), è stato il fondatore e il primo "Emiro" (comandante) dell'organizzazione salafita della Jihad islamica egiziana, uscita dalla Fratellanza Musulmana, cui è poi succeduto Ayman al-Zawahiri (rilasciato dal carcere nel 1984): un'organizzazione che è confluita in al-Qāʿida nel 1998. Al-Zumar ha ricevuto una condanna all'ergastolo al Cairo dopo essere stato catturato dalle forze di sicurezza egiziane per complicità nell'assassinio del Presidente Anwar al-Sadat il 6 ottobre 1981. 
Al-Zumar aveva in precedenza tentato di assassinare personalmente in varie occasioni Sādāt ma aveva fallito, lasciando il compito all'organizzazione Tanẓīm al-Jihād (Organizzazione del Jihad). Il suo piano era quello di "uccidere i più importanti leader del Paese, impadronirsi dei quartier generali delle forze armate e delle forze di sicurezza dello Stato, delle strutture telefoniche e, ovviamente, dei palazzi della radio e della televisione, da cui sarebbero state irradiate le notizie sulla "rivoluzione islamica", in modo da consentire un sollevamento popolare contro le autorità secolari in tutto il Paese". Secondo la Reuters, ʿAbbūd, suo cugino e suo cognato Tareq al-Zumar (figura di rilievo della al-Gamāʿa al-Islāmiyya, poi incarcerato con ʿAbbūd) erano in più importanti prigionieri politici dell'Egitto, aggiungendo che "per molti egiziani, il nome di Zumar evoca un violento capitolo della storia del Paese, incubatrice per molti militanti islamisti".
al-Zumar è stato rimesso in libertà nel marzo 2011, dopo le sommosse popolari in Egitto del 2011. In un'intervista televisiva rilasciata nella sua abitazione il 23 marzo 2011, egli si è scusato formalmente col popolo egiziano per l'assassinio di Sādāt, senza esprimere tuttavia alcuna forma di pentimento, affermando che il motivo delle sue scuse era unicamente l'aver compiuto un errore per aver creato le condizioni per l'assunzione del potere per un trentennio di Ḥosnī Mubārak. Zumar descrive il movimento islamista che aveva creato come la "prima linea di difesa" della società egiziana e, sebbene dedita all'uso della violenza in passato, egli crede che le proteste di massa del 2011 abbiano dimostrato che i cambiamenti potevano avvenire senza guerra.  al-Zumar ha detto: "La violenza genera violenza" affermando "Oggi noi amiamo l'Egitto e vogliamo il suo bene". al-Zumar attualmente dichiara di sostenere i diritti di ciascun cittadino, inclusa la minoranza cristiana, affermando che la sua militanza passata era la conseguenza dello stato di oppressione in cui versava il Paese.
Mentre si trovava in prigione, egli ha scritto un documento assieme a Tareq al-Zumar, dal titolo al-Badīl al-thālith bayna al-istibdād wa al-istislām (La terza alternativa tra il despotismo e la resa), pubblicato poi dal giornale al-Shurūq (considerato vicino al pensiero fondamentalista) nell'agosto 2009 e nel successivo mese di settembre.